# Bondegårdsferie
Bondegårdsferie er betegnelsen for ferie på gårde med aktiv landbrugsproduktion. Idéen er at komme på ferie og deltage i gårdens aktiviteter, som eksempelvis kan være at samle æg eller køre hø ind i laden. Det er oftest muligt at komme tæt på alle de forskellige dyr på gårdene. Bondegårdsferie egner sig bedst til familier med mindre børn. I Danmark er bondegårde certificeret af Landsforeningen for Landboturisme til bondegårdsferie.

## Bondegårdsferie i Danmark
I Danmark findes over 30 steder der arrangerer bondegårdsferie. I øjeblikket er tendensen, at flere og flere danskere vælger charterferien fra til fordel for ferie i Danmark. Selvom flere vælger ferie i Danmark, er brugen af betegnelsen "bondegårdsferie" dog faldende år for år.

### Populære gårde i Danmark
- Smidstrup Farmen, Gilleleje
- Nymarksminde, Vodskov
- Vesteraas, Ærø
- Stævnegården, Ullerslev